# 蒲郡市博物館

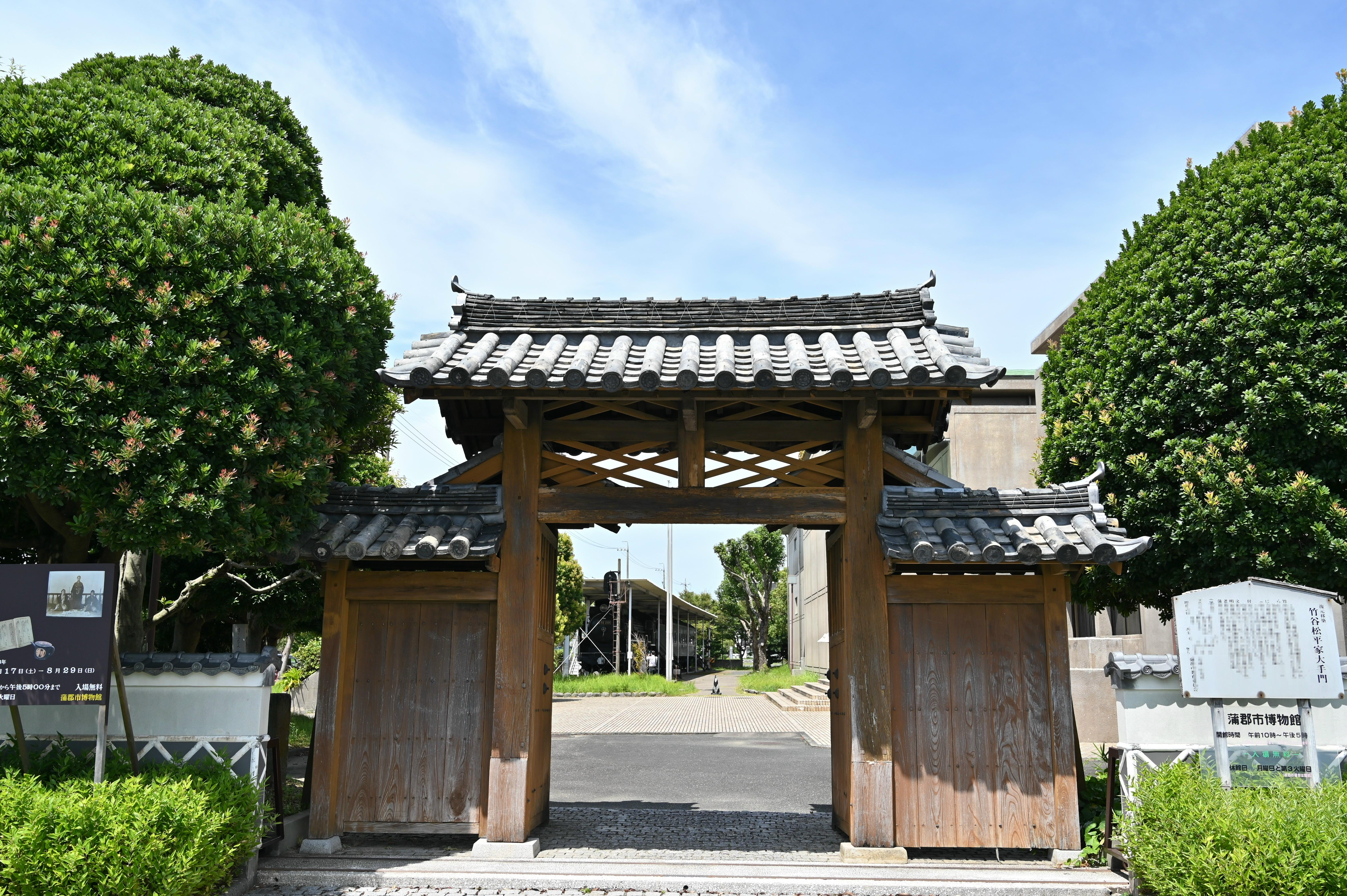
復元移築された竹谷松平家大手門

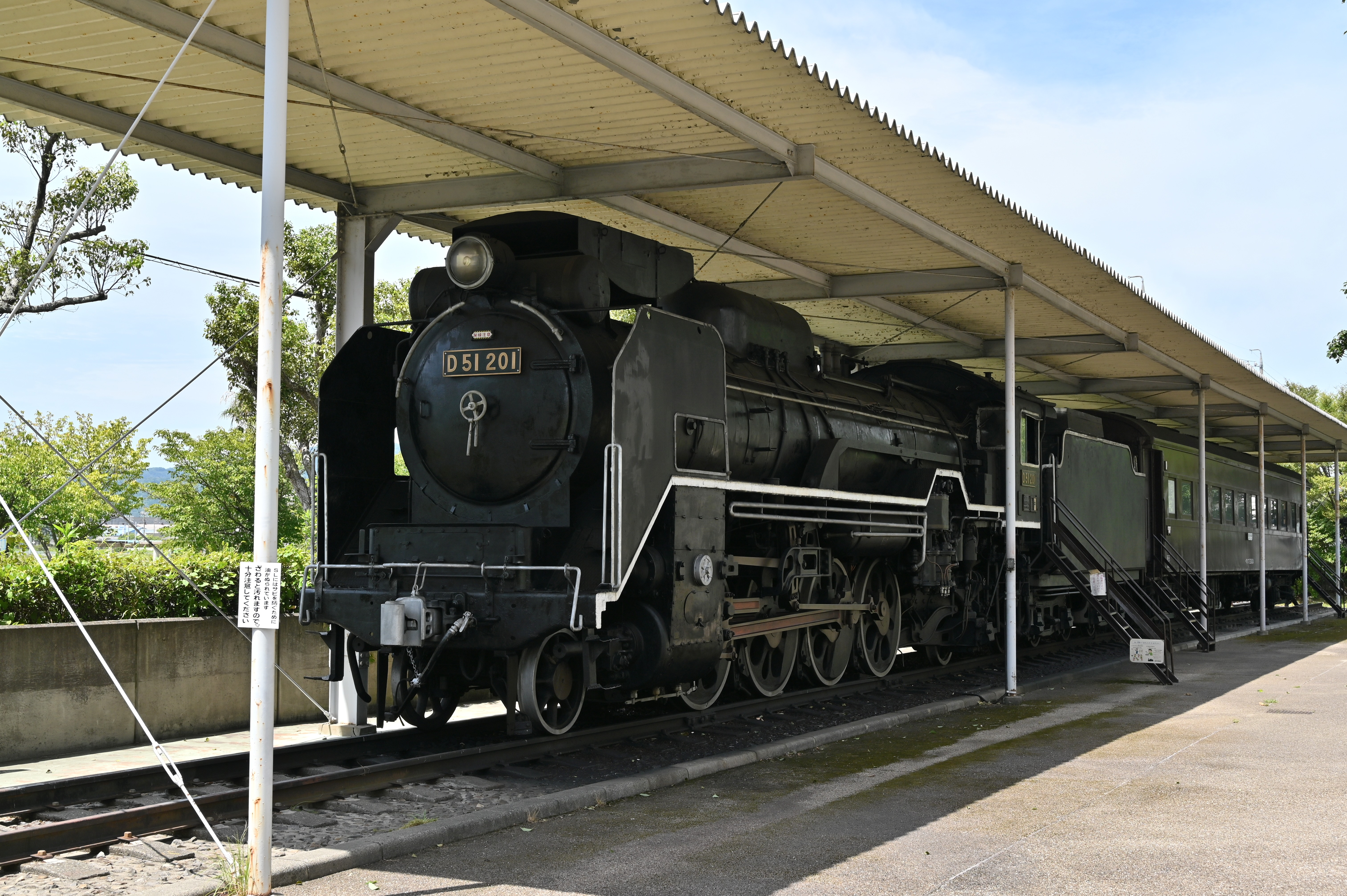
屋外展示されているSL

蒲郡市博物館（がまごおりしはくぶつかん）は、愛知県蒲郡市栄町10番22号にある市立の博物館である。

## 概要

### 主な施設
1階
- ギャラリー - 博物館主催の企画展、市の各種行事のほか市民個人やグループの作品発表の場として利用可能（有料）。
- 特別展示室

2階
- 歴史展示室 - 紀元前6500年頃から昭和に至るまでの市域の歴史について紹介。
- 民俗展示室 - 昔の生活の道具を紹介。綿織物の製造過程も展示。

屋外展示
- 蒲郡市内で唯一確認されている方墳・馬乗（まのり）2号墳復元移築
- SL（D51201） - SL写生大会が毎年5月5日（こどもの日）に行われる。

### 利用について
- 開館時間：午前10時～午後5時（入館は午後4時30分まで）
- 休館日：月曜日・第3火曜日（祝日の場合は開館）、年末年始（12月28日～翌年1月4日）
- 入館料：無料
- 駐車場：無料（約300台、蒲郡市民会館と共用）

## 所蔵文化財

### 重要有形民俗文化財（国指定）
- 秉燭（ひょうそく）コレクション 178点（江戸時代）

### 愛知県指定有形文化財
- 考古資料
  - 鉄地銀象嵌円頭大刀：1口（古墳時代）

### 蒲郡市指定文化財
- 文書
  - 松平玄蕃清昌書状：1幅（江戸時代）
  - 松平玄蕃清昌書状：1幅（江戸時代）
  - 法度：2幅（江戸時代）
  - 村々役高書出：1幅（江戸時代）

- 考古資料
  - 土器：26点（弥生時代）

- 有形民俗文化財
  - 灯火用具 310点（江戸時代・明治時代） - 国の重要有形民俗文化財に指定されている「秉燭コレクション」178点は含まれない。

## 蒲郡SLを守る会
「蒲郡SLを守る会」は屋外展示されているSL「D51」の清掃活動などを行う団体である。原則毎月第1日曜日に会員が集まり、午前10時からSL清掃保全活動を行っている。清掃作業後は滑りやすいため、3日程度内部の見学ができない。毎年5月5日にSL写生大会、毎年9月頃にSL写真とミニチュア機関車展が実施される。守る会はD51のナンバープレート「51201」にちなみ1976年（昭和51年）2月1日に発足した。

## 沿革
- 1979年（昭和54年）11月1日 - 蒲郡市郷土資料館としてオープン。
- 1989年（平成元年）4月1日 - 蒲郡市博物館へ改称。

## アクセス
- JR東海道本線・名鉄蒲郡線 蒲郡駅下車、徒歩で約8分。